# حسن بوزر
حسن بوزر (به ترکی استانبولی: Hasan Bozer) (زاده ۱۹۴۴ در پافوس) سیاست‌مدار و پزشک متخصص که رئیس کنونی مجلس شورای جمهوری ترک قبرس شمالی می‍باشد.